# Kierżno
Kierżno (Duits: Hermannsdorf) is een plaats in het Poolse district  Bolesławiecki, woiwodschap Neder-Silezië. De plaats maakt deel uit van de gemeente Nowogrodziec en telt 270 inwoners.